# 東日本学校吹奏楽大会
東日本学校吹奏楽大会（ひがしにほんがっこうすいそうがくたいかい、East Japan School Band Competition）は、北海道吹奏楽連盟・東北吹奏楽連盟・東関東吹奏楽連盟・西関東吹奏楽連盟・東京都吹奏楽連盟・北陸吹奏楽連盟・朝日新聞社 主催による吹奏楽のコンクール。

## 開催趣旨

### 第24回（2024年）より
学校教育・社会環境が大きく変化する時代に学校吹奏楽はどのように対応するか、とりわけ、少子化の時代の必然として、少人数のバンドの増加にどのように対応するかが吹奏楽連盟に問われています。そこで、北海道、東北、東関東、西関東、東京都、北陸の6吹奏楽連盟は、小学生バンドの演奏機会の拡充ならびに、中学生、高等学校の少人数のバンドの育成と質的向上を目指し、多くの団体との交流を深める中で小学生バンドや小編成バンドのよりよいあり方を求めてこの大会を開催いたします。

### 第23回（2023年）まで
学校教育・社会環境が大きく変化する時代に学校吹奏楽はどのように対応するか、とりわけ、少子化の時代の必然として、少人数のバンドの増加にどのように対応するかが吹奏楽連盟に問われています。そこで、北海道、東北、東関東、西関東、東京都、北陸の6吹奏楽連盟は、中学校、高等学校の少人数のバンドの育成と質的向上を目指し、多くの団体との交流を深める中で小編成バンドのよりよいあり方を求めていくことにいたしました。さらに、小学生バンドの演奏機会の拡大と幅広い交流を目指し、この大会を開催いたします。

## 概要
2024年度現在、北海道・東北・東関東・西関東・東京都・北陸の各吹奏楽連盟において、中学生部門（旧：中学校部門）と高等学校における「小編成部門」や「B部門」などと呼称され各都道県・支部で予選が行われる吹奏楽コンクールの最上位大会であり、小学生部門（旧 小学校部門）における最上位大会の1つである。
（出典：）

### 実施部門
- 小学生部門[注 7][9]

- 中学生部門[注 8]
- 高等学校部門

※第1回大会から第10回大会までは、「コンクール部門・小学校の部／中学校の部／高等学校の部」と「フェスティバル部門・小学校の部／中学校の部／高等学校の部」の2部門制であったが、2011年度第11回大会からは「フェスティバル部門」を廃止し、これまでの「コンクール部門」のみとした。

### 出場団体数
出場団体数および各支部からの代表数は、東日本学校吹奏楽大会企画委員会で決定する。
2025年度
|        | 小学生 | 中学生 | 高等学校 | 合計 |
| ------ | ------ | ------ | -------- | ---- |
| 北海道 | 2      | 5      | 3        | 10   |
| 東 北  | 3+1    | 4      | 3        | 10+1 |
| 東関東 | 2      | 6      | 3        | 11   |
| 西関東 | 2      | 6      | 3        | 11   |
| 東 京  | 2      | 5      | 3        | 10   |
| 北 陸  | 1      | 4      | 3        | 8    |
| 合 計  | 13     | 30     | 18       | 61   |

### 規定
2020年度現在、全日本吹奏楽コンクール実施規定に準じるが、中学生および高等学校においては全日本吹奏楽コンクール（全国大会）と重複して出場できない。小学生においては全日本小学生バンドフェスティバル（旧 全日本小学校バンドフェスティバル）（全国大会）と重複して出場できない。また以下のように全日本吹奏楽コンクールとは異なる規定が設けられている。

#### 参加人員
- 小学生部門  自由
- 中学生部門  30名以内
- 高等学校部門 30名以内

※2010年度までは中学・高校ともに35名以内だったが、2011年度より30名以内となった。
※各支部によって支部大会までの演奏人員や部員数の規定が異なる（中学生・高等学校部門）。
- 北海道支部：B編成35名以内、C編成25名以内
- 東北支部    
  - 小学生小編成の部：30名以内（東日本大会を小編成の最上位大会として位置付け、全日本小学校バンドフェスティバル・ステージパフォーマンス部門と区別、2025年度より）
  - 東北支部中学生小編成の部：25名以内（原則、前年度中学2年生以下の部員が20名以内）
  - 東北支部高等学校：30名以内（原則、前年度高校2年生以下の部員が25名以内）

- 東関東支部：B部門30名以内（当該年度のコンクール申込時点の2・3年生部員の総数が30名以下）
- 東京都中学校東日本部門：部員総数35名までを目安に「少人数のバンド」の参加をお願いいたします

#### 参加資格
- 小学生部門：構成メンバーは小学生に在籍している児童。
  - 参加形態：①単独校、②合同バンド、③地域バンド[注 10]
- 中学生部門：構成メンバーは中学校に在籍している生徒。(同一経営の学園内、または同一団体内の小学校の参加は認める。)
  - 参加形態：①単独校、②合同バンド、③地域バンド[注 10]
- 高等学校部門：構成メンバーは同一高等学校に在籍する生徒。なお、学校の統廃合に伴う合同バンドは出場可（同一経営の学園内小学校児童・中学校生徒の参加は可）。

#### 編成
電子楽器の使用は認めない。ただし、小学生部門については、低音楽器の補助としてエレキベースのみ使用を認める。
※各支部によって支部大会までの編成の規定が異なる。
北海道支部：小学生・中学校B編成・中学校C編成・高等学校B編成・高等学校C編成については、エレキベースの使用を認める。
東関東支部：ヴァイオリン、ヴィオラ、チェロ、電子楽器（エレキベースを含む）を使用することはできない。ただし、小学生の部については、低音楽器の補助としてエレキベースのみ使用を認める。
西関東支部：小学生部門については、エレキベースの使用を認める。

#### 演奏時間
7分以内。
※自由曲のみで課題曲はない。
※各支部によって支部大会までの演奏時間の規定が異なる。
北海道支部：小学生・中学校C編成・高等学校C編成6分以内

#### 審査および表彰
- 審査員の数は7名とする。
- 審査員は演奏曲を「技術」と「表現」の2項目について、各項目10段階で絶対評価する。
- 審査員の最高点および最低点を除いた評価に基づき、全団体へ「金賞」、「銀賞」、「銅賞」のいずれかを贈る。ただし、グループ分けが困難な場合、金・銀・銅の比率は3:4:3を目安とする。

※各支部によって支部大会までの審査の規定が異なる。
表彰の変遷
- 第1回大会
  - コンクール部門　第1位／第2位／第3位／優秀賞、協賛賞（ヤマハ賞／バンドジャーナル賞）
  - フェスティバル部門　フェスティバル大賞
- 第2回大会〜第4回大会
  - コンクール部門　金／銀／銅
  - フェスティバル部門　優秀賞、副賞・協賛賞（フェスティバル大賞／ヤマハ賞／バンドジャーナル賞／主管連盟理事長賞）
- 第5回大会〜第7回大会
  - コンクール部門　金／銀／銅
  - フェスティバル部門　優秀賞、副賞・協賛賞（フェスティバル大賞／ヤマハ賞／バンドジャーナル賞／主管連盟理事長賞／実行委員長賞）
- 第8回大会〜第10回大会
  - コンクール部門　金／銀／銅
  - フェスティバル部門　フェスティバル大賞／主管連盟理事長賞／実行委員長賞、協賛賞（ヤマハ賞／バンドジャーナル賞）
- 第11回大会
  - 金／銀／銅、協賛賞（ヤマハ賞／バンドジャーナル賞）
- 第12回大会以降
  - 金／銀／銅

#### 3年連続出場（廃止）
本大会（2011年度の第11回大会を起点）に3年連続して出場した団体については表彰状を贈り、翌年の大会へ推薦しない。

### 予選
東日本学校吹奏楽大会に出場するためには、下記の予選となる大会に出場し、代表として推薦されなければならない。下位大会は、地区大会 → 県大会 → 支部大会 の3回または 県大会 → 支部大会 の2回の場合がほとんどであるが、東京都中学生では東京都中学生吹奏楽コンクールの1回のみである。

#### 予選一覧
| 支部吹奏楽連盟 | 支部大会 | 県大会                                                     | 地区大会等                                                                                              |
| -------------- | --- | ---------------------------------------------------------- | --- |
| 北海道         | 北海道吹奏楽コンクール 小学生の部 中学生の部B編成（35名以内） 中学生の部C編成（25名以内） 高等学校の部B編成（35名以内） 高等学校の部C編成（25名以内） | /                                                          | 札幌、函館、空知、旭川、名寄、留萌、稚内、北見、日胆、帯広、釧路                                        |
| 東 北          | 東北吹奏楽コンクール 小学生小編成の部（30名以内） 中学生小編成の部（25名以内） 高等学校小編成の部（30名以内）                                         | 青森県吹奏楽コンクール                                     | 中央、弘前、八戸                                                                                        |
| 東 北          | 東北吹奏楽コンクール 小学生小編成の部（30名以内） 中学生小編成の部（25名以内） 高等学校小編成の部（30名以内）                                         | 岩手県吹奏楽コンクール                                     | 県北、盛岡、中央、県南、沿岸                                                                            |
| 東 北          | 東北吹奏楽コンクール 小学生小編成の部（30名以内） 中学生小編成の部（25名以内） 高等学校小編成の部（30名以内）                                         | 宮城県吹奏楽コンクール                                     | 仙台青葉・泉、仙台太白・仙台宮城野若林、名取・仙南、多賀城・石巻、栗原・大崎、登米・本吉                |
| 東 北          | 東北吹奏楽コンクール 小学生小編成の部（30名以内） 中学生小編成の部（25名以内） 高等学校小編成の部（30名以内）                                         | 秋田県吹奏楽コンクール                                     | 小：なし 中高：県北、中央、県南                                                                         |
| 東 北          | 東北吹奏楽コンクール 小学生小編成の部（30名以内） 中学生小編成の部（25名以内） 高等学校小編成の部（30名以内）                                         | 山形県吹奏楽コンクール                                     | 村山、最北、置賜、田川、飽海                                                                            |
| 東 北          | 東北吹奏楽コンクール 小学生小編成の部（30名以内） 中学生小編成の部（25名以内） 高等学校小編成の部（30名以内）                                         | 福島県吹奏楽コンクール                                     | 県北、県南、会津、いわき、相双                                                                          |
| 東関東         | 東関東吹奏楽コンクール 小学生の部 中学生の部B部門（30名以内） 高校生の部B部門（30名以内）                                                             | 茨城県吹奏楽コンクール                                     | 小：なし 中高：県東、県南、県西、県北、中央                                                             |
| 東関東         | 東関東吹奏楽コンクール 小学生の部 中学生の部B部門（30名以内） 高校生の部B部門（30名以内）                                                             | 栃木県吹奏楽コンクール                                     | なし |
| 東関東         | 東関東吹奏楽コンクール 小学生の部 中学生の部B部門（30名以内） 高校生の部B部門（30名以内）                                                             | 千葉県吹奏楽コンクール                                     | 小：なし 中高：地域別の地区大会ではなく全県1地区とする県大会予選を実施。                                |
| 東関東         | 東関東吹奏楽コンクール 小学生の部 中学生の部B部門（30名以内） 高校生の部B部門（30名以内）                                                             | 神奈川県吹奏楽コンクール 神奈川県大会                      | 小：なし 中高：横浜、川崎、相模原、県南、県央、西湘、湘南                                               |
| 西関東         | 西関東吹奏楽コンクール 小学校の部 中学校部門Bの部（30名以内） 高等学校部門Bの部（30名以内）                                                           | 群馬県吹奏楽コンクール                                     | 小：なし 中：西部、中部、東部 高：なし                                                                  |
| 西関東         | 西関東吹奏楽コンクール 小学校の部 中学校部門Bの部（30名以内） 高等学校部門Bの部（30名以内）                                                           | 埼玉県吹奏楽コンクール                                     | 小：なし 中：中央、東部、西部、南部、北部 高：地域別の地区大会ではなく全県1地区とする県大会予選を実施。 |
| 西関東         | 西関東吹奏楽コンクール 小学校の部 中学校部門Bの部（30名以内） 高等学校部門Bの部（30名以内）                                                           | 新潟県吹奏楽コンクール                                     | 小：なし 中：上越、中越、下越 高：なし                                                                  |
| 西関東         | 西関東吹奏楽コンクール 小学校の部 中学校部門Bの部（30名以内） 高等学校部門Bの部（30名以内）                                                           | 山梨県吹奏楽コンクール                                     | な し                                                                                                   |
| 東京都         | 東京都吹奏楽コンクール | /                                                          | 東京都小学校吹奏楽コンクール                                                                            |
| 東京都         | な し | /                                                          | 東京都中学生吹奏楽コンクール 東日本部門（30名以内）                                                     |
| 東京都         | 東京都高等学校吹奏楽コンクール 東日本組代表選考会 ※東京都高等学校吹奏楽コンクールの最終日に実施                                                       | /                                                          | 東京都高等学校吹奏楽コンクール 東日本組（30名以内）                                                     |
| 北陸           | 北陸吹奏楽コンクール 小学生部門 中学生B部門（30名以内） 高等学校B部門（30名以内）                                                                     | 富山県吹奏楽コンクール                                     | な し                                                                                                   |
| 北陸           | 北陸吹奏楽コンクール 小学生部門 中学生B部門（30名以内） 高等学校B部門（30名以内）                                                                     | 石川県吹奏楽コンクール                                     | な し                                                                                                   |
| 北陸           | 北陸吹奏楽コンクール 小学生部門 中学生B部門（30名以内） 高等学校B部門（30名以内）                                                                     | 福井県吹奏楽コンクール 兼 全日本吹奏楽コンクール福井県予選 | な し                                                                                                   |

- 2025年度の大会記録に基づく[25]。

- 配列は全国地方公共団体コードに基づく。

#### （参考資料）東日本学校吹奏楽大会を実施していない地域の吹奏楽コンクール等

##### 中学校および高等学校の小編成部門
| 支部吹奏楽連盟 | 支部大会                                                                                               | 府県大会                                                    | 地区大会                                                                                      |
| -------------- | --- | ----------------------------------------------------------- | --------------------------------------------------------------------------------------------- |
| 東 海          | 東海吹奏楽コンクール 中学校B編成の部（30名以内） 高等学校B編成の部（30名以内）                         | 長野県吹奏楽コンクール                                      | 中：北信A、北信B、東信、中信、南信A、南信B 高：な し                                          |
| 東 海          | 東海吹奏楽コンクール 中学校B編成の部（30名以内） 高等学校B編成の部（30名以内）                         | 岐阜県吹奏楽コンクール                                      | 美濃・飛騨、可茂・東濃、岐阜・西濃                                                            |
| 東 海          | 東海吹奏楽コンクール 中学校B編成の部（30名以内） 高等学校B編成の部（30名以内）                         | 静岡県吹奏楽コンクール                                      | 東部、中部、西部                                                                              |
| 東 海          | 東海吹奏楽コンクール 中学校B編成の部（30名以内） 高等学校B編成の部（30名以内）                         | 愛知県吹奏楽コンクール ※高等学校B編成の部は実施されていない | 名古屋、知多、東三河、東尾張、西尾張、西三河北、西三河南 ※高等学校B編成の部は実施されていない |
| 東 海          | 東海吹奏楽コンクール 中学校B編成の部（30名以内） 高等学校B編成の部（30名以内）                         | 三重県吹奏楽コンクール                                      | な し                                                                                         |
| 関 西          | 関西吹奏楽コンクール 中学校の部小編成（30名以内） 高等学校の部小編成（30名以内）                       | 滋賀県吹奏楽コンクール                                      | 北部、中部、南部                                                                              |
| 関 西          | 関西吹奏楽コンクール 中学校の部小編成（30名以内） 高等学校の部小編成（30名以内）                       | 京都府吹奏楽コンクール                                      | な し                                                                                         |
| 関 西          | 関西吹奏楽コンクール 中学校の部小編成（30名以内） 高等学校の部小編成（30名以内）                       | 大阪府吹奏楽コンクール大阪府大会                            | 北摂、北、中、南                                                                              |
| 関 西          | 関西吹奏楽コンクール 中学校の部小編成（30名以内） 高等学校の部小編成（30名以内）                       | 兵庫県吹奏楽コンクール                                      | 東阪神、西阪神、神戸、東播、西播、但馬、淡路                                                  |
| 関 西          | 関西吹奏楽コンクール 中学校の部小編成（30名以内） 高等学校の部小編成（30名以内）                       | 奈良県吹奏楽コンクール                                      | な し                                                                                         |
| 関 西          | 関西吹奏楽コンクール 中学校の部小編成（30名以内） 高等学校の部小編成（30名以内）                       | 和歌山県吹奏楽コンクール                                    | な し                                                                                         |
| 中 国          | 全日本吹奏楽コンクール中国大会 中学校小編成部門（部員数25名以内） 高等学校小編成部門（部員数25名以内） | 全日本吹奏楽コンクール鳥取県大会                            | な し                                                                                         |
| 中 国          | 全日本吹奏楽コンクール中国大会 中学校小編成部門（部員数25名以内） 高等学校小編成部門（部員数25名以内） | 全日本吹奏楽コンクール島根県大会                            | な し                                                                                         |
| 中 国          | 全日本吹奏楽コンクール中国大会 中学校小編成部門（部員数25名以内） 高等学校小編成部門（部員数25名以内） | 岡山県吹奏楽コンクール                                      | な し                                                                                         |
| 中 国          | 全日本吹奏楽コンクール中国大会 中学校小編成部門（部員数25名以内） 高等学校小編成部門（部員数25名以内） | 広島県吹奏楽コンクール                                      | な し                                                                                         |
| 中 国          | 全日本吹奏楽コンクール中国大会 中学校小編成部門（部員数25名以内） 高等学校小編成部門（部員数25名以内） | 全日本吹奏楽コンクール山口県大会                            | な し                                                                                         |
| 四 国          | 全日本吹奏楽コンクール四国支部大会 中学校B部門（20名以内） 高等学校B部門（20名以内）                   | 全日本吹奏楽コンクール徳島県大会                            | な し                                                                                         |
| 四 国          | 全日本吹奏楽コンクール四国支部大会 中学校B部門（20名以内） 高等学校B部門（20名以内）                   | 全日本吹奏楽コンクール香川県大会                            | な し                                                                                         |
| 四 国          | 全日本吹奏楽コンクール四国支部大会 中学校B部門（20名以内） 高等学校B部門（20名以内）                   | 全日本吹奏楽コンクール愛媛県大会                            | な し                                                                                         |
| 四 国          | 全日本吹奏楽コンクール四国支部大会 中学校B部門（20名以内） 高等学校B部門（20名以内）                   | 高知県吹奏楽コンクール                                      | な し                                                                                         |
| 九 州          | 九州吹奏楽コンクールでは 小編成部門は実施されていない                                                  | 福岡県吹奏楽コンクールでは小編成部門は実施されていない      | 福岡県吹奏楽コンクールでは小編成部門は実施されていない                                        |
| 九 州          | 九州吹奏楽コンクールでは 小編成部門は実施されていない                                                  | 佐賀県吹奏楽大会では小編成部門は実施されていない            |                                                                                               |
| 九 州          | 九州吹奏楽コンクールでは 小編成部門は実施されていない                                                  | 長崎県吹奏楽コンクールでは小編成部門は実施されていない      |                                                                                               |
| 九 州          | 南九州小編成吹奏楽コンテスト 中学校の部（25名以内） 高等学校の部（25名以内）                           | 熊本県吹奏楽コンクール                                      | な し                                                                                         |
| 九 州          | 南九州小編成吹奏楽コンテスト 中学校の部（25名以内） 高等学校の部（25名以内）                           | 大分県吹奏楽コンクール                                      | な し                                                                                         |
| 九 州          | 南九州小編成吹奏楽コンテスト 中学校の部（25名以内） 高等学校の部（25名以内）                           | 宮崎県吹奏楽コンクール                                      | な し                                                                                         |
| 九 州          | 南九州小編成吹奏楽コンテスト 中学校の部（25名以内） 高等学校の部（25名以内）                           | 鹿児島県吹奏楽コンクール                                    | な し                                                                                         |
| 九 州          | 南九州小編成吹奏楽コンテスト 中学校の部（25名以内） 高等学校の部（25名以内）                           | 沖縄県吹奏楽コンクール                                      | な し                                                                                         |

　※2019年度の大会記録に基づく。
　※配列は全国地方公共団体コードに基づく。

##### 小学生部門
| 支部吹奏楽連盟 | 支部大会 | 府県大会                                                                    | 地区大会 |
| -------------- | --- | --------------------------------------------------------------------------- | -------- |
| 東 海          | 東海小学校バンドフェスティバル ※代表は全日本小学生バンドフェスティバルへ出場                                                                    | 長野県小学校バンドフェスティバル ・ステージ部門 ・フロア部門                | な し    |
| 東 海          | 東海小学校バンドフェスティバル ※代表は全日本小学生バンドフェスティバルへ出場                                                                    | 岐阜県小学校バンドフェスティバル                                            | な し    |
| 東 海          | 東海小学校バンドフェスティバル ※代表は全日本小学生バンドフェスティバルへ出場                                                                    | 静岡県小学校バンドフェスティバル                                            | な し    |
| 東 海          | 東海小学校バンドフェスティバル ※代表は全日本小学生バンドフェスティバルへ出場                                                                    | 愛知県小学校バンドフェスティバル                                            | な し    |
| 東 海          | 東海小学校バンドフェスティバル ※代表は全日本小学生バンドフェスティバルへ出場                                                                    | 三重県吹奏楽コンクール                                                      | な し    |
| 関 西          | 関西小学校バンドフェスティバル ※各府県大会は実施されない ※代表は全日本小学生バンドフェスティバルへ出場                                          | 滋賀県吹奏楽コンクール                                                      | な し    |
| 関 西          | 関西小学校バンドフェスティバル ※各府県大会は実施されない ※代表は全日本小学生バンドフェスティバルへ出場                                          | 京都府吹奏楽コンクール                                                      | な し    |
| 関 西          | 関西小学校バンドフェスティバル ※各府県大会は実施されない ※代表は全日本小学生バンドフェスティバルへ出場                                          | 大阪府吹奏楽コンクール大阪府大会                                            | な し    |
| 関 西          | 関西小学校バンドフェスティバル ※各府県大会は実施されない ※代表は全日本小学生バンドフェスティバルへ出場                                          | 兵庫県吹奏楽コンクール                                                      | な し    |
| 関 西          | 関西小学校バンドフェスティバル ※各府県大会は実施されない ※代表は全日本小学生バンドフェスティバルへ出場                                          | 奈良県吹奏楽コンクール                                                      | な し    |
| 関 西          | 関西小学校バンドフェスティバル ※各府県大会は実施されない ※代表は全日本小学生バンドフェスティバルへ出場                                          | 和歌山県吹奏楽コンクール                                                    | な し    |
| 中 国          | 全日本小学生バンドフェスティバル中国大会 ※代表は全日本小学生バンドフェスティバルへ出場                                                          | 全日本小学校バンドフェスティバル鳥取県大会                                  | な し    |
| 中 国          | 全日本小学生バンドフェスティバル中国大会 ※代表は全日本小学生バンドフェスティバルへ出場                                                          | 全日本吹奏楽コンクール島根県大会 全日本小学校バンドフェスティバル島根県大会 | な し    |
| 中 国          | 全日本小学生バンドフェスティバル中国大会 ※代表は全日本小学生バンドフェスティバルへ出場                                                          | 全日本小学校バンドフェスティバル岡山県大会                                  | な し    |
| 中 国          | 全日本小学生バンドフェスティバル中国大会 ※代表は全日本小学生バンドフェスティバルへ出場                                                          | 広島県吹奏楽コンクール 全日本小学校バンドフェスティバル広島県大会           | な し    |
| 中 国          | 全日本小学生バンドフェスティバル中国大会 ※代表は全日本小学生バンドフェスティバルへ出場                                                          | 全日本吹奏楽コンクール山口県大会                                            | な し    |
| 四 国          | 全日本小学生バンドフェスティバル四国支部大会 座奏の部 マーチングの部 ※代表は全日本小学生バンドフェスティバルへ出場                              | 全日本吹奏楽コンクール徳島県大会 全日本小学校バンドフェスティバル徳島県大会 | な し    |
| 四 国          | 全日本小学生バンドフェスティバル四国支部大会 座奏の部 マーチングの部 ※代表は全日本小学生バンドフェスティバルへ出場                              | 全日本小学生バンドフェスティバル香川県大会                                  | な し    |
| 四 国          | 全日本小学生バンドフェスティバル四国支部大会 座奏の部 マーチングの部 ※代表は全日本小学生バンドフェスティバルへ出場                              | 全日本小学生バンドフェスティバル愛媛県大会                                  | な し    |
| 四 国          | 全日本小学生バンドフェスティバル四国支部大会 座奏の部 マーチングの部 ※代表は全日本小学生バンドフェスティバルへ出場                              | 高知県吹奏楽コンクール 全日本小学校バンドフェスティバル高知県大会           | な し    |
| 九 州          | 九州吹奏楽コンクール ※代表は全日本小学生バンドフェスティバルへ出場 九州小学生バンドフェスティバル ※代表は全日本小学生バンドフェスティバルへ出場 | 福岡県吹奏楽コンクール 福岡県小学校バンドフェスティバル                     | な し    |
| 九 州          | 九州吹奏楽コンクール ※代表は全日本小学生バンドフェスティバルへ出場 九州小学生バンドフェスティバル ※代表は全日本小学生バンドフェスティバルへ出場 | 佐賀県吹奏楽大会 佐賀県マーチングフェスティバル                             | な し    |
| 九 州          | 九州吹奏楽コンクール ※代表は全日本小学生バンドフェスティバルへ出場 九州小学生バンドフェスティバル ※代表は全日本小学生バンドフェスティバルへ出場 | 長崎県吹奏楽コンクール 長崎県小学校バンドフェスティバル                     | な し    |
| 九 州          | 九州吹奏楽コンクール ※代表は全日本小学生バンドフェスティバルへ出場 九州小学生バンドフェスティバル ※代表は全日本小学生バンドフェスティバルへ出場 | 熊本県吹奏楽コンクール 九州小学生バンドフェスティバル熊本支部予選           | な し    |
| 九 州          | 九州吹奏楽コンクール ※代表は全日本小学生バンドフェスティバルへ出場 九州小学生バンドフェスティバル ※代表は全日本小学生バンドフェスティバルへ出場 | 大分県吹奏楽コンクール 大分県小学生バンドフェスティバル                     | な し    |
| 九 州          | 九州吹奏楽コンクール ※代表は全日本小学生バンドフェスティバルへ出場 九州小学生バンドフェスティバル ※代表は全日本小学生バンドフェスティバルへ出場 | 宮崎県吹奏楽コンクール 宮崎県小学校バンドフェスティバル                     | な し    |
| 九 州          | 九州吹奏楽コンクール ※代表は全日本小学生バンドフェスティバルへ出場 九州小学生バンドフェスティバル ※代表は全日本小学生バンドフェスティバルへ出場 | 鹿児島県吹奏楽コンクール 鹿児島県小学校バンドフェスティバル                 | な し    |
| 九 州          | 九州吹奏楽コンクール ※代表は全日本小学生バンドフェスティバルへ出場 九州小学生バンドフェスティバル ※代表は全日本小学生バンドフェスティバルへ出場 | 沖縄県吹奏楽コンクール 沖縄県小学生バンドフェスティバル                     | な し    |

　※2019年度の大会記録に基づく。
　※配列は全国地方公共団体コードに基づく。

## 開催の経緯
吹奏楽コンクールは、各都道府県大会・支部大会等において全国大会である全日本吹奏楽コンクールの予選として「大編成部門」や「A部門」などと呼称され実施されている。この部門とは別に「小編成部門」や「B部門」（さらに他の部門が実施されることもある）などと呼称される概ね35〜30名を上限とする部門も実施されてきた。しかしながら小編成部門は最上位大会が県大会や支部大会であり、大編成部門の全国大会に相当する大会がなかった。新設校が新たに吹奏楽コンクールに参加するきっかけであったり、近年の少子化の影響で学校の吹奏楽団体においても小編成化が進行し大編成部門への出場を維持できなくなるなど様々な要因によって、小編成部門への参加数が増大し、支部大会よりも上位の大会設置を望む声が多く聞かれるようになった。また、小学校部門の全国大会である全日本小学校バンドフェスティバル（現：全日本小学生バンドフェスティバル）の会場が1997年度より全日本マーチングコンテストと同じ会場で開催されるようになり、全日本小学校バンドフェスティバルを目指す小学校からはアリーナのフロアでの演奏形式ではなくコンサートホールのステージ上での座奏形式の全国大会開催を望む声が多く聞かれるようにもなった。そのため、こうした要望に応える形で東北吹奏楽連盟・東関東吹奏楽連盟・西関東吹奏楽連盟・東京都吹奏楽連盟が中心となって2001年に第1回大会を開催した。第2回大会からは北海道吹奏楽連盟が、第4回大会からは北陸吹奏楽連盟が加わっている。

## 東日本学校吹奏楽大会が抱える課題

### 全日本吹奏楽連盟の方針
全日本吹奏楽連盟の定款の第4条（事業）では、（1）全日本吹奏楽コンクールの開催 が明記されている。全日本吹奏楽連盟が主催しているのは、中学校50名以内・高等学校55名以内で課題曲と自由曲を12分以内で演奏する大会であり、元来、全日本吹奏楽連盟は小編成部門や自由曲のみの部門を設置していない。参加人数、課題曲と自由曲を12分以内で演奏の規定を含む諸規定を遵守して出場するのであれば、どの中学校でもどの高等学校でも全国大会に通じる可能性がある（福岡県大会、佐賀県大会、長崎県大会 では小編成部門を実施していない。愛知県大会高等学校の部では小編成部門を実施しないで全国大会に通じる部門と初級バンドを対象としたプライマリー大会を実施している。）。
また、全日本吹奏楽連盟の定款の第4条（事業）では、（2）全日本小学生バンドフェスティバルの開催 が明記されている。しかし、2023年時点においては、全日本吹奏楽連盟が主催しているのは、座奏・マーチング混在で自由曲を7分以内で演奏する大会であり、1997年度より全日本吹奏楽連盟は座奏のみの全国大会は設置していなかった。
中学校および高等学校の小編成部門の全国大会を開催するためには全日本吹奏楽連盟の定款の変更または各大会の実施規定の変更が必要である。
定款の変更を行うためには、定款第17条（決議）（3）定款の変更 によると、総会において総正会員の半数以上であって、総正会員の議決権の3分の2以上に当たる多数をもって行うと明記されており、容易に定款の変更を行うことが難しい実態がある。

#### 中学校および高等学校の小編成の全国大会について
会報「すいそうがく」（No.184 2010年7月）によると、2010年度の全日本吹奏楽連盟定時総会の協議会において、「少人数での全国大会の実施予定はあるか」という質問に対し、大木隆明 常任理事（開発・振興部長）が「今のところ（永久にということではなく）実施する予定はない」と返答したと記載されている。
会報「すいそうがく」（No.193 2013年7月）によると、2013年度の全日本吹奏楽連盟定時総会の協議会において、「●少子化対策としての、少人数バンドの育成について」という議題での協議で、東日本学校吹奏楽大会の創設にも関わった 平野廣海 名誉会長（西関東吹奏楽連盟名誉理事長、元 西関東吹奏楽連盟理事長）が「少人数バンドの育成については、何年も前からの課題。全日本としても認識していた。12年前に少人数バンドが一堂に集まって発表会をしようという趣旨で『東日本学校吹奏楽大会』を立ち上げた。（当時は）発表の場を作ってあげることが必要ではないかと考えた。当時は、（全国大会が既にあるのに）少人数バンドの大会をやるのはいかがなものかと言われた。しかし、12年が経った。1回の大会で900人程度の生徒が感動を味わい、他校との交流ができた。生徒の育成には発表の場を与えるのがよい。吹奏楽連盟の一番の目的は、生徒に演奏する喜び、聴く喜びを与えることではないか。」と提言したと記載されている。
会報「すいそうがく」（No.211 2019年7月）によると、2019年度の全日本吹奏楽連盟定時総会の協議会において、全日本吹奏楽コンクール（全国大会）の中学校および高等学校における小編成部門の設置や少人数でも演奏できる課題曲の要望がでていることに対し、中澤正人 副理事長 が「九州では10名以下で課題曲を演奏している所が多いが、工夫などがあれば紹介をしてほしい」、「参加人数を含め実態を知りたいので、全日本に情報提供してほしい」と返答したと記載されている。
近年の動きとして、2024年度定時総会、第4分科会「少子化に対応する吹奏楽活動について」において、少子化に見合った全国大会の部門開催の声が上がっている。また、2023年度全日本吹奏楽コンクールからは、小編成バンド向けに課題曲演奏における規制緩和が実施されている。

#### 小学生の座奏形式の全国大会について
会報「すいそうがく」（No.208 2018年7月）によると、2018年度の全日本吹奏楽連盟定時総会の協議会において、『1. これからの吹奏楽 ●全日本吹奏楽コンクール小学校の部の開催について』という議題で意見聴取が行われたことが記載されている。
会報「すいそうがく」（No.211 2019年7月）によると、全日本小学生バンドフェスティバル（全国大会）で座奏とマーチングを分離して開催してほしい要望がでていることに対し、祐川俊樹 常任理事（第三事業部長）が「座奏をホールで開催した場合、その後の大阪城ホールの日程をどう調整するか。座奏・マーチングをどのような内容で開催するか。等の検討を開始する。」と返答したと記載されている。
なお、2024年度より、全日本小学校バンドフェスティバルが、座奏を中心とする「ステージパフォーマンス部門」と、立奏を中心とする「マーチング部門」に分離され、ステージパフォーマンス部門は全日本吹奏楽コンクール大学の部と同日に開催されることとなった。

### 課題
以下のような課題を抱えながらも東日本学校吹奏楽大会は実施され続けている。しかしながら開催の経緯や規定の趣旨があまり周知されておらず、出演する児童・生徒やその保護者や指導者等から改善を求める声が上がっている。

#### 各支部吹奏楽連盟によって異なる規定
1つの組織による主催ではなく、北海道・東北・東関東・西関東・東京都・北陸の各吹奏楽連盟の合同での主催であるために、中学校・高等学校の演奏人員、中学校・高等学校の部員数、3年連続出場についての規定を一本化できていない。しかし、各支部吹奏楽連盟の実状を鑑みて各支部吹奏楽連盟毎に規定を定めているので、各支部吹奏楽連盟の方針が反映されている。2024年度全日本吹奏楽連盟定時総会では、小編成に対する基準について、全国で統一してはどうかという意見が上がっている。

#### 3年連続出場
前述の全日本吹奏楽連盟の方針があるので、東日本学校吹奏楽大会を主催している各支部吹奏楽連盟は、全日本吹奏楽連盟を尊重し、東日本学校吹奏楽大会に3年連続で出場できるような小編成であっても質的向上を果たした実力のある中学校および高等学校のバンドは全日本吹奏楽コンクールへ通じる部門への出場することを奨めるために、同様に座奏であっても実力がある小学生バンドは全日本小学生バンドフェスティバル出場という演奏機会の拡大を奨めるために、この規定を定めていた。特に前者については、後述する全日本吹奏楽コンクール（全国大会）への支部代表数の減少を防ぎたい意図が含まれていた。2024年現在、3年連続出場に関する規定は廃止されている。

#### 全日本吹奏楽コンクール（全国大会）への支部代表数
毎年、全日本吹奏楽コンクール（全国大会）の会場で販売されているプログラムには、その年度の吹奏楽コンクール参加団体数の統計データが記載されている。その統計データは、「A（全国大会の予選部門）」と「B（それ以外の部門）」に分けられている。年々、中学校および高等学校においては、「A」の参加団体数の減少傾向が見受けられる。これは中学校および高等学校において少子化に伴って「B」、つまり小編成部門への参加団体数の増加を意味している。全日本吹奏楽コンクール（全国大会）への各支部からの代表数は前年度の「A」の参加団体数によって変動するため、各支部内において小編成部門への参加が増加することで全日本吹奏楽コンクールへ通じる部門「A」の支部代表数が減少してしまう恐れがある。
四国吹奏楽連盟では、2017年度より全日本吹奏楽コンクール四国支部大会B部門（小編成部門）の人数についての規定を上限30名から上限20名に変更した。その影響で中学校の「A」において2017年度の参加団体数で四国「A」が東京都「A」を上回ったので、2018年度から東京都が 3 → 2、四国が 2 → 3 へ代表数が変更になった。
会報「すいそうがく」（No.210 2019年1月）によると、2019年度の全日本吹奏楽連盟理事会において、第4号議案「コンクール全国大会支部代表数算出方法変更に関する件」で、「『参加数（全国大会へ通じる部門） で按分する』算出方法を採用する。基礎数は変更しない。なお、2019年度を周知期間とし、実施は2020年度からとする。」が承認可決されたことが記載されている。これによって、2020年度から、中学校「A」において四国が 3 → 2 、九州が 3 → 4へ、高等学校「A」において東京が 3 → 2 、九州が 3 → 4へ支部代表数が変更になった。
2019年度現在、これまでに全日本吹奏楽連盟定時総会の協議会において小編成の全国大会開催の要望は出ているが、全日本吹奏楽連盟としては前述の通り少人数での全国大会の実施を考えていない。また一方では二管編成など少人数でも演奏できる課題曲の要望が出ており、演奏人数による部門を設置せず全日本吹奏楽連盟の定款の第4条（事業）に明記されている「中学校50名以内・高等学校55名以内で課題曲と自由曲を12分以内で演奏する大会」のみに一本化したい考えも存在している。
2019年度現在、東日本学校大会を実施していない地域では、全国大会に通じる部門「A」での支部代表数の減少を防ぐために次のような対策をしている。
- 徳島・香川・愛媛・高知 : B部門（小編成部門）の参加人数の上限を20名にする[41][42]
- 福岡 : 小編成部門は実施しない。Aパート（全国大会に通じる部門で、地区大会→県大会）とBパート（フリー部門で、地区大会まで）の2部門制で実施している[27]
- 佐賀 : 小編成部門は実施しない。Aパート（全国大会に通じる部門で、県大会）とBパート（フリー部門で、県大会まで）の2部門制で実施している[28]
- 長崎 : 小編成部門は実施しない。全国大会に通じる部門の1部門制（中：地区大会→県大会／高：県大会）で実施している[29]
- 宮崎 : 小編成部門は実施しない。Aパート（全国大会に通じる部門で、中：県大会→代表選考会／高：県大会）とBパート（フリー部門で、中：県大会まで／高：実施しない）を実施している。Aパートから九州吹奏楽コンクール（全国大会に通じる部門）と南九州小編成吹奏楽コンテスト（小編成部門）の代表をそれぞれ選出している[50]
- 沖縄 : 小編成部門は実施しない。Aパート（全国大会に通じる部門で、中：県大会→代表選考会／高：県大会）とBパート（フリー部門で、県大会まで）を実施している。Aパートから九州吹奏楽コンクール（全国大会に通じる部門）と南九州小編成吹奏楽コンテスト（小編成部門）の代表をそれぞれ選出している[51][52]
- 愛知の高校 : 小編成部門は実施しない。A編成（全国大会に通じる部門で、地区大会→県大会→県代表選考会）とプライマリー大会（2年連続で出場することはできないフリー部門で、地区大会→県大会まで）の2部門で実施している。A編成の県代表選考会で、東海吹奏楽コンクールのA編成（全国大会に通じる部門）とB編成（小編成部門）の代表をそれぞれ選出している[53][54][30]

今後、東日本大会を実施している都道県で、全日本吹奏楽コンクール（全国大会）への支部代表数の減少を防ぐ何らかの対策が行われることが予想される。
吹奏楽コンクール参加団体数 中学校「A」
| 年度 回         | 北海道 | 東北 | 東関東 | 西関東 | 東京都 | 東海 | 北陸 | 関西 | 中国 | 四国 | 九州 |
| --------------- | ------ | ---- | ------ | ------ | ------ | ---- | ---- | ---- | ---- | ---- | ---- |
| 2016年度 第64回 | 63     | 319  | 320    | 190    | 104    | 383  | 60   | 515  | 209  | 96   | 607  |
| 2017年度 第65回 | 54     | 292  | 320    | 191    | 103    | 376  | 62   | 501  | 208  | 128  | 598  |
| 2018年度 第66回 | 60     | 285  | 314    | 188    | 103    | 383  | 61   | 480  | 211  | 126  | 602  |
| 2019年度 第67回 | 62     | 279  | 284    | 171    | 95     | 375  | 62   | 464  | 208  | 115  | 587  |

全日本吹奏楽コンクール（全国大会）出場団体数 中学校の部
| 年度 回         | 北海道 | 東北 | 東関東 | 西関東 | 東京都 | 東海 | 北陸 | 関西 | 中国 | 四国 | 九州 |
| --------------- | ------ | ---- | ------ | ------ | ------ | ---- | ---- | ---- | ---- | ---- | ---- |
| 2016年度 第64回 | 2      | 3    | 3      | 3      | 3      | 3    | 2    | 3    | 3    | 2    | 3    |
| 2017年度 第65回 | 2      | 3    | 3      | 3      | 3      | 3    | 2    | 3    | 3    | 2    | 3    |
| 2018年度 第66回 | 2      | 3    | 3      | 3      | 2      | 3    | 2    | 3    | 3    | 3    | 3    |
| 2019年度 第67回 | 2      | 3    | 3      | 3      | 2      | 3    | 2    | 3    | 3    | 3    | 3    |
| 2020年度 第68回 | 2      | 3    | 3      | 3      | 2      | 3    | 2    | 3    | 3    | 2    | 4    |

吹奏楽コンクール参加団体数 高等学校「A」
| 年度 回         | 北海道 | 東北 | 東関東 | 西関東 | 東京都 | 東海 | 北陸 | 関西 | 中国 | 四国 | 九州 |
| --------------- | ------ | ---- | ------ | ------ | ------ | ---- | ---- | ---- | ---- | ---- | ---- |
| 2016年度 第64回 | 53     | 143  | 130    | 89     | 77     | 251  | 42   | 247  | 140  | 52   | 319  |
| 2017年度 第65回 | 53     | 135  | 125    | 91     | 74     | 247  | 42   | 242  | 138  | 65   | 314  |
| 2018年度 第66回 | 50     | 136  | 119    | 82     | 75     | 248  | 39   | 239  | 137  | 61   | 313  |
| 2019年度 第67回 | 49     | 115  | 115    | 73     | 67     | 236  | 34   | 229  | 124  | 63   | 317  |

全日本吹奏楽コンクール（全国大会）出場団体数 高等学校の部
| 年度 回         | 北海道 | 東北 | 東関東 | 西関東 | 東京都 | 東海 | 北陸 | 関西 | 中国 | 四国 | 九州 |
| --------------- | ------ | ---- | ------ | ------ | ------ | ---- | ---- | ---- | ---- | ---- | ---- |
| 2016年度 第64回 | 2      | 3    | 3      | 3      | 3      | 3    | 2    | 3    | 3    | 2    | 3    |
| 2017年度 第65回 | 2      | 3    | 3      | 3      | 3      | 3    | 2    | 3    | 3    | 2    | 3    |
| 2018年度 第66回 | 2      | 3    | 3      | 3      | 3      | 3    | 2    | 3    | 3    | 2    | 3    |
| 2019年度 第67回 | 2      | 3    | 3      | 3      | 3      | 3    | 2    | 3    | 3    | 2    | 3    |
| 2020年度 第68回 | 2      | 3    | 3      | 3      | 2      | 3    | 2    | 3    | 3    | 2    | 4    |

#### 東日本学校吹奏楽大会への支部代表数
全日本吹奏楽コンクール（全国大会）の各支部からの代表数は、前年度の全日本吹奏楽コンクールへ通じる部門の吹奏楽コンクール参加団体数に基づいて全日本吹奏楽連盟定時総会で決定される。全日本吹奏楽コンクールへ通じる部門の吹奏楽コンクール参加団体数は全日本吹奏楽コンクールのプログラムに掲載され、また理事会および定時総会の会議報告は会報「すいそうがく」に記載されている。一方、東日本学校吹奏楽大会の各支部からの代表数は、東日本学校吹奏楽大会企画委員会で決定される。東日本学校吹奏楽大会へ通じる部門の吹奏楽コンクール参加団体数は公表されず、また東日本学校吹奏楽大会企画委員会の会議報告は公表されていない。そのため東日本学校吹奏楽大会への支部代表数が適正なのかという疑問が生じている。
東日本学校吹奏楽大会・各部門に通じる部門の支部別出場団体数（2018年度）
| 部 門  | 北海道 | 北海道 | 東 北      | 東関東 | 西関東 | 東京都     | 北 陸 | 合 計 |
| ------ | ------ | ------ | ---------- | ------ | ------ | ---------- | ----- | ----- |
| 小学校 | 104    | 104    |            | 103    | 25     | 18         | 8     |       |
| 中学校 | B編成  | C編成  | 小編成の部 | B部門  | Bの部  | 東日本部門 | B部門 | /     |
| 中学校 | 85     | 195    | 371        | 617    | 513    | 69         | 132   | 1,982 |
| 中学校 | 280    |        | 371        | 617    | 513    | 69         | 132   | 1,982 |
| 高 校  | B編成  | C編成  | 小編成の部 | B部門  | Bの部  | BII組      | B部門 | /     |
| 高 校  | 29     | 101    | 183        | 283    | 166    | 74         | 57    | 893   |
| 高 校  | 130    |        | 183        | 283    | 166    | 74         | 57    | 893   |

　※2018年度の大会記録に基づく。
【注】支部によっては、合同バンドや１団体から２チーム以上出場しているバンドなど支部大会への出場権がないバンドも含む
上記の課題が東日本学校吹奏楽大会を主催する各支部吹奏楽連盟のジレンマになっている。

### 吹奏楽専門誌『バンドジャーナル』による指摘・提言
これまでにバンドジャーナル編集部の赤井淳、作曲家・編曲家・音楽評論家の後藤洋が、誌上で様々な指摘や提言をしている。
『バンドジャーナル』（2006年12月号 35-37頁）でバンドジャーナル編集部の赤井淳と早川元啓が対談形式で、各支部によって参加規定が違うこと、『小編成』の概念、プログラム他について論議している。最後に赤井が「“本当の意味で小編成バンド”が輝く大会になってほしいですね」と希望を述べている。
『バンドジャーナル』（2007年12月号 31頁）で赤井淳は、『小編成バンドの“育成”と“質的向上”をめざす』ためには、『小編成バンド』という言葉の解釈の幅をなくし、『小編成』とは何かを明確にするための議論をする時期がきていると指摘している。
『バンドジャーナル』（2009年12月号 114頁）で赤井淳は、「人数を絞って出場する側の論理」と題し、人数を絞って参加している団体の実情を記事にしている。また「運営サイドの構造から生じる論理」と題し、構造的に大会運営の大幅な見直しが難しいことを記事にしている。そのうえで、“東日本大会限定”の“特別ルール”を提案している。
『バンドジャーナル』（2010年12月号 114頁）で赤井淳は、“本当の意味での小編成バンド”の出場が増え、少人数の持ち味を活かした音楽を奏でていることを評価している一方、大会趣旨に合致しない部員が大勢いるにもかかわらず人数を絞って出場している中学校・高等学校があったことを指摘している。
『バンドジャーナル』（2011年12月号 110-112頁）で後藤洋は、東日本学校吹奏楽大会とその予選の規定、特に中学校・高等学校の人数制限の規定が異なる点を問題視している。また、『理想の小編成バンド像はあるのか』と題し、これからの少人数／小編成バンドに必要と思われることを5つ挙げている。
(1) 編成の根本的な見直し
(2) 楽器の持ち替えについての可能性の追求と、その指導の研究
(3) 編成やメンバーの能力に合わせた楽譜の手直しについてのスキル向上
(4) レパートリーの見直しと開発
(5) 活動のあり方と音楽的な目標の見直し

『バンドジャーナル』（2012年12月号 105頁）で赤井淳は、2011年度の大会から中学校・高等学校の人数規定の変更を行ったことに触れ、『東日本学校吹奏楽大会が唱える小編成バンドとは何か』、『その小編成バンドのどんな音楽・演奏を高く評価するのか』という点を明確にする必要性を指摘している。
『バンドジャーナル』（2014年12月号 113-114頁）で赤井淳は、『3出制度』に対応する各支部大会までの規定が統一されていないことを指摘している。
『バンドジャーナル』（2016年1月号 80頁）で赤井淳は、『3出制度』のために大編成部門で出場した団体があったことを「“本当の小編成バンド”に東日本大会に3回出場したら大編成へ......」と表現し、「少子化から人数的に厳しい状況で活動しているバンドが、大編成部門で勝負するのは正直難しい。」と意見を述べている。そのうえで、このような実情は大会開催の原点と矛盾しているのではないかと疑問を呈している。
『バンドジャーナル』（2018年1月号 85頁）で赤井淳は、東京都代表で東日本学校吹奏楽大会に3年連続で出場した青梅市立第六中学校（7名で出場）を取材し、3年連続出場で東日本学校吹奏楽大会に出場した学校は翌年のこの大会への代表権を持てない制度に対し「“本当の小編成バンド”にとっては非常に厳しいことになる」と、3年連続出場を果たしても演奏人員数の都合でどうしても翌年度の全日本吹奏楽コンクールへ通じる部門への出場が困難である学校が存在することを指摘している。また翌年度の吹奏楽コンクール出場について、取材を受けた顧問の先生が卒業生や友人を加えて職場・一般の部での出場も一案として検討していると返答したことに対し、「“3出制度”の副産物」という表現で中学校および高等学校の小編成バンドを母体とした一般バンドが職場・一般の部で出場する発展性を示唆している。

## 開催会場・期日一覧
2025年度現在の実施規定では、毎年10月第2週の土曜日・日曜日に実施することになっている。実施会場・日時は、東日本学校吹奏楽大会企画委員会で決定する。実施会場は各支部吹奏楽連盟の持ち回りであり、その年度で主管する支部吹奏楽連盟内の都道県内で開催されている。
| 回 年度 | 会場                                        | 都道府県 所属支部   | キャパ | 日程                     | 部門                                                                          |
| ------- | ------------------------------------------- | ------------------- | ------ | ------------------------ | ----------------------------------------------------------------------------- |
| 1 2001  | 千葉県文化会館                              | 千葉県 東関東支部   | 1,790  | 2001年11月3日（土・祝）  | コンクール 小学校 コンクール 中学校 コンクール 高等学校 フェスティバル 小学校 |
| 2 2002  | 仙台市泉文化創造センター （イズミティ21）   | 宮城県 東北支部     | 1,456  | 2002年10月12日（土）     | フェスティバル 小学校 フェスティバル 中学校 コンクール 中学校                 |
| 2 2002  | 仙台市泉文化創造センター （イズミティ21）   | 宮城県 東北支部     | 1,456  | 2002年10月13日（日）     | コンクール 小学校 コンクール 高等学校 フェスティバル 高等学校                 |
| 3 2003  | 新潟市民芸術文化会館 （りゅーとぴあ）       | 新潟県 西関東支部   | 1,890  | 2003年10月11日（土）     | フェスティバル 小学校 フェスティバル 中学校 コンクール 中学校                 |
| 3 2003  | 新潟市民芸術文化会館 （りゅーとぴあ）       | 新潟県 西関東支部   | 1,890  | 2003年10月12日（日）     | コンクール 小学校 コンクール 高等学校 フェスティバル 高等学校                 |
| 4 2004  | 札幌コンサートホールKitara                  | 北海道 北海道支部   | 2,020  | 2004年10月9日（土）      | フェスティバル 小学校 フェスティバル 中学校 コンクール 中学校                 |
| 4 2004  | 札幌コンサートホールKitara                  | 北海道 北海道支部   | 2,020  | 2004年10月10日（日）     | コンクール 小学校 コンクール 高等学校 フェスティバル 高等学校                 |
| 5 2005  | 千葉県文化会館                              | 千葉県 東関東支部   | 1,790  | 2005年10月8日（土）      | フェスティバル 小学校 フェスティバル 中学校 コンクール 中学校                 |
| 5 2005  | 千葉県文化会館                              | 千葉県 東関東支部   | 1,790  | 2005年10月9日（日）      | コンクール 小学校 コンクール 高等学校 フェスティバル 高等学校                 |
| 6 2006  | 仙台市泉文化創造センター （イズミティ21）   | 宮城県 東北支部     | 1,456  | 2006年10月7日（土）      | フェスティバル 小学校 フェスティバル 中学校 コンクール 中学校                 |
| 6 2006  | 仙台市泉文化創造センター （イズミティ21）   | 宮城県 東北支部     | 1,456  | 2006年10月8日（日）      | コンクール 小学校 コンクール 高等学校 フェスティバル 高等学校                 |
| 7 2007  | 金沢歌劇座                                  | 石川県 北陸支部     | 1,919  | 2007年10月6日（土）      | フェスティバル 小学校 フェスティバル 中学校 コンクール 中学校                 |
| 7 2007  | 金沢歌劇座                                  | 石川県 北陸支部     | 1,919  | 2007年10月7日（日）      | コンクール 小学校 コンクール 高等学校 フェスティバル 高等学校                 |
| 8 2008  | 所沢市民文化センター ミューズ               | 埼玉県 西関東支部   | 2,002  | 2008年10月11日（土）     | フェスティバル 小学校 フェスティバル 中学校 コンクール 中学校                 |
| 8 2008  | 所沢市民文化センター ミューズ               | 埼玉県 西関東支部   | 2,002  | 2008年10月12日（日）     | コンクール 小学校 コンクール 高等学校 フェスティバル 高等学校                 |
| 9 2009  | 札幌コンサートホールKitara                  | 北海道 北海道支部   | 2,020  | 2009年10月10日（土）     | フェスティバル 小学校 フェスティバル 中学校 コンクール 中学校                 |
| 9 2009  | 札幌コンサートホールKitara                  | 北海道 北海道支部   | 2,020  | 2009年10月11日（日）     | コンクール 小学校 コンクール 高等学校 フェスティバル 高等学校                 |
| 10 2010 | 府中の森芸術劇場 どりーむホール             | 東京都 東京支部     | 2,027  | 2010年10月9日（土）      | フェスティバル 小学校 フェスティバル 中学校 コンクール 中学校                 |
| 10 2010 | 府中の森芸術劇場 どりーむホール             | 東京都 東京支部     | 2,027  | 2010年10月10日（日）     | コンクール 小学校 コンクール 高等学校 フェスティバル 高等学校                 |
| 11 2011 | よこすか芸術劇場                            | 神奈川県 東関東支部 | 1,806  | 2011年10月8日（土）      | 小学校・高等学校                                                              |
| 11 2011 | よこすか芸術劇場                            | 神奈川県 東関東支部 | 1,806  | 2011年10月9日（日）      | 中学校                                                                        |
| 12 2012 | 八戸市公会堂                                | 青森県 東北支部     | 1,624  | 2012年10月13日（土）     | 小学校・高等学校                                                              |
| 12 2012 | 八戸市公会堂                                | 青森県 東北支部     | 1,624  | 2012年10月14日（日）     | 中学校                                                                        |
| 13 2013 | 富山市芸術文化ホール （オーバード・ホール） | 富山県 北陸支部     | 2,196  | 2013年10月12日（土）     | 中学校（前半／後半）                                                          |
| 13 2013 | 富山市芸術文化ホール （オーバード・ホール） | 富山県 北陸支部     | 2,196  | 2013年10月13日（日）     | 小学校・高等学校                                                              |
| 14 2014 | ベイシア文化ホール                          | 群馬県 西関東支部   | 1,997  | 2014年10月11日（土）     | 中学校（前半／後半）                                                          |
| 14 2014 | ベイシア文化ホール                          | 群馬県 西関東支部   | 1,997  | 2014年10月12日（日）     | 小学校・高等学校                                                              |
| 15 2015 | 札幌コンサートホールKitara                  | 北海道 北海道支部   | 2,020  | 2015年10月10日（土）     | 中学校（前半／後半）                                                          |
| 15 2015 | 札幌コンサートホールKitara                  | 北海道 北海道支部   | 2,020  | 2015年10月11日（日）     | 小学校・高等学校                                                              |
| 16 2016 | 府中の森芸術劇場 どりーむホール             | 東京都 東京支部     | 2,027  | 2016年10月9日（日）      | 中学校（前半／後半）                                                          |
| 16 2016 | 府中の森芸術劇場 どりーむホール             | 東京都 東京支部     | 2,027  | 2016年10月10日（月・祝） | 小学校・高等学校                                                              |
| 17 2017 | 宇都宮市文化会館                            | 栃木県 東関東支部   | 2,006  | 2017年10月14日（土）     | 中学校（前半／後半）                                                          |
| 17 2017 | 宇都宮市文化会館                            | 栃木県 東関東支部   | 2,006  | 2017年10月15日（日）     | 小学校・高等学校                                                              |
| 18 2018 | 仙台銀行ホール イズミティ21                 | 宮城県 東北支部     | 1,456  | 2018年10月13日（土）     | 中学校（前半／後半）                                                          |
| 18 2018 | 仙台銀行ホール イズミティ21                 | 宮城県 東北支部     | 1,456  | 2018年10月14日（日）     | 小学校・高等学校                                                              |
| 19 2019 | 金沢歌劇座                                  | 石川県 北陸支部     | 1,919  | 2019年10月12日（土）     | 中学校（前半／後半）                                                          |
| 19 2019 | 金沢歌劇座                                  | 石川県 北陸支部     | 1,919  | 2019年10月13日（日）     | 小学生・高等学校                                                              |
| 20 2020 | YCC県民文化ホール                           | 山梨県 西関東支部   | 1,989  | 2020年10月10日（土）     | 中学校（前半／後半）                                                          |
| 20 2020 | YCC県民文化ホール                           | 山梨県 西関東支部   | 1,989  | 2020年10月11日（日）     | 小学生・高等学校                                                              |
| 21 2021 | 札幌コンサートホールKitara                  | 北海道 北海道支部   | 2,020  | 2021年10月9日（土）      | 中学校（前半／後半）                                                          |
| 21 2021 | 札幌コンサートホールKitara                  | 北海道 北海道支部   | 2,020  | 2021年10月10日（日）     | 小学生・高等学校                                                              |
| 22 2022 | 府中の森芸術劇場 どりーむホール             | 東京都 東京支部     | 2,027  | 2022年10月8日（土）      | 中学校（前半／後半）                                                          |
| 22 2022 | 府中の森芸術劇場 どりーむホール             | 東京都 東京支部     | 2,027  | 2022年10月9日（日）      | 小学生・高等学校                                                              |
| 23 2023 | YCC県民文化ホール                           | 山梨県 西関東支部   | 1,989  | 2023年10月7日（土）      | 中学校（前半／後半）                                                          |
| 23 2023 | YCC県民文化ホール                           | 山梨県 西関東支部   | 1,989  | 2023年10月8日（日）      | 小学生・高等学校                                                              |
| 24 2024 | 水戸市民会館 グロービスホール               | 茨城県 東関東支部   | 2,000  | 2024年10月12日（土）     | 中学生（前半／後半）                                                          |
| 24 2024 | 水戸市民会館 グロービスホール               | 茨城県 東関東支部   | 2,000  | 2024年10月13日（日）     | 小学生・高等学校                                                              |

※第20回大会は新型コロナウイルス感染拡大に伴い中止。

## その他
- 第21回（2021年）大会からは、ライブ配信が行われている[88][89][90][91]。